# Кабиль и Хабиль
Каби́ль и Хаби́ль (араб. قابيل وهابيل‎ — Каин и Авель) — сыновья Адама и Хаввы. Отождествляются с библейскими Каином и Авелем. Кабиль убил своего младшего брата Хабиля из-за того, что Аллах, обязав обоих принести жертву, принял только жертву Хабиля. Чувство зависти заставило Кабиля убить своего брата и стать первым в истории человечества убийцей. История убийства Хабиля приводится в Коране, но имена братьев в нём не указаны.

## Коранический рассказ
История жертвоприношения двух сыновей Адама излагается в коранической суре аль-Маида. 
История убийства Хабиля приводится в Коране, но имена братьев в нём не указаны.

Прочти им истинный рассказ о двух сыновьях Адама. Вот они оба принесли жертву, и она была принята от одного из них и была не принята от другого. Он сказал: «Я непременно убью тебя». Он ответил: «Воистину, Аллах принимает только от богобоязненных. ۝ Если ты протянешь ко мне руку, чтобы убить меня, я все равно не протяну руки, чтобы убить тебя. Воистину, я боюсь Аллаха, Господа миров. ۝ Я хочу, чтобы ты вернулся с моим грехом и твоим грехом и оказался среди обитателей Огня. Таково воздаяние беззаконникам». ۝ Душа подтолкнула его на убийство своего брата, и он убил его и оказался одним из потерпевших убыток. ۝ Аллах послал ворона, который стал разгребать землю, чтобы показать ему, как спрятать труп его брата. Он сказал: «Горе мне! Неужели я не могу поступить, как этот ворон, и спрятать труп моего брата?» Так он оказался одним из сожалеющих.
Оригинальный текст (ар.)
وَاتْلُ عَلَيْهِمْ نَبَأَ ابْنَيْ آدَمَ بِالْحَقِّ إِذْ قَرَّبَا قُرْبَانًا فَتُقُبِّلَ مِنْ أَحَدِهِمَا وَلَمْ يُتَقَبَّلْ مِنَ الْآخَرِ قَالَ لَأَقْتُلَنَّكَ ۖ قَالَ إِنَّمَا يَتَقَبَّلُ اللَّهُ مِنَ الْمُتَّقِينَ لَئِنْ بَسَطْتَ إِلَيَّ يَدَكَ لِتَقْتُلَنِي مَا أَنَا بِبَاسِطٍ يَدِيَ إِلَيْكَ لِأَقْتُلَكَ ۖ إِنِّي أَخَافُ اللَّهَ رَبَّ الْعَالَمِينَ إِنِّي أُرِيدُ أَنْ تَبُوءَ بِإِثْمِي وَإِثْمِكَ فَتَكُونَ مِنْ أَصْحَابِ النَّارِ ۚ وَذَٰلِكَ جَزَاءُ الظَّالِمِينَ فَطَوَّعَتْ لَهُ نَفْسُهُ قَتْلَ أَخِيهِ فَقَتَلَهُ فَأَصْبَحَ مِنَ الْخَاسِرِينَ فَبَعَثَ اللَّهُ غُرَابًا يَبْحَثُ فِي الْأَرْضِ لِيُرِيَهُ كَيْفَ يُوَارِي سَوْءَةَ أَخِيهِ ۚ قَالَ يَا وَيْلَتَا أَعَجَزْتُ أَنْ أَكُونَ مِثْلَ هَٰذَا الْغُرَابِ فَأُوَارِيَ سَوْءَةَ أَخِي ۖ فَأَصْبَحَ مِنَ النَّادِمِينَ
—  5:27—31 (Кулиев)
Коран повествует о том, что сыновья Адама приносили жертву, и жертва была принята только у одного брата. Кабиль, приношение которого было отвергнуто, пригрозил брату тем, что убьёт его. Хабиль ответил, что из-за страха перед Аллахом сам он не поднимет руку на брата, а убийца неминуемо попадет в пламя ада. После убийства Аллах послал ворона, который стал разрывать землю, показывая как спрятать труп.  После этого события сынам Израиля было запрещено убивать.

## Предание
Сюжет истории сыновей Адама дополняет предание, восходящее главным образом к иудейским легендам (исраилият). Согласно арабо-мусульманскому преданию, каждый из братьев имел сестру-близнеца и по приказу Адама должен был жениться на сестре другого брата. Однако Кабиль вместо того, чтобы жениться на сестре Хабиля Лабуде, захотел жениться на собственной сестре Аклиме, которая была красивее Лабуды. Спор двух братьев должен был решить жребий в виде жертвоприношения. Кабиль не знал, что делать с трупом, и год носил его на спине в мешке. Лишь после того, как он увидел ворона, разрывающего землю, Кабиль похоронил своего брата. Согласно народным легендам Южной Аравии, могила Кабиля находится в Адене.